# Rouvres-en-Plaine
Rouvres-en-Plaine ist eine französische Gemeinde mit 1254 Einwohnern (Stand 1. Januar 2022) im Département Côte-d’Or in der Region Bourgogne-Franche-Comté. Sie gehört zum Arrondissement Dijon und zum Kanton Genlis.

## Geographie
Die Gemeinde wird umgeben von Neuilly-Crimolois im Norden, von Varanges im Osten, von Thorey-en-Plaine im Süden und von Ouges im Westen.

## Bevölkerungsentwicklung
| Jahr                       | 1962 | 1968 | 1975 | 1982 | 1990 | 1999 | 2012 | 2019 |
| Einwohner                  | 412  | 413  | 580  | 704  | 797  | 866  | 1029 | 1155 |
| Quellen: Cassini und INSEE |      |      |      |      |      |      |      |      |

## Sehenswürdigkeiten
- Kirche St-Jean-Baptiste, erbaut ab dem 12. Jahrhundert
- Schloss, unter Philipp dem Kühnen vor 1370 prächtig erneuert

## Persönlichkeiten
- Philipp I. (1346–1361), Herzog von Burgund zwischen 1350 und 1361
- Ferdinand Cabanne (1920–2003), Mediziner und Professor auf dem Gebiet der Onkologie